# Beltraniella pirozynskii
Beltraniella pirozynskii är en svampart som beskrevs av P.M. Kirk 1981. Beltraniella pirozynskii ingår i släktet Beltraniella och familjen Hyponectriaceae.   Inga underarter finns listade i Catalogue of Life.